# Dăbovan
Dăbovan (bulgariska: Дъбован) är ett distrikt i Bulgarien.   Det ligger i kommunen Obsjtina Guljantsi och regionen Pleven, i den norra delen av landet, 150 km nordost om huvudstaden Sofia.